# Синдром Алстрема
Синдром Алстрема (англ. Alström's syndrome — рідкісний генетичний синдром з аутосомно-рецесивним передаванням, при якому розвивається головним чином дитяче ожиріння, нейросенсорна глухота та дегенерація сітківки (атиповий пігментний ретиніт). Усього станом на 2015 рік було відомо про 501 пацієнта з цим синдромом у 47 країнах, де його діагностували.

## Етимологія
Названий на честь шведського психіатра Карла-Генрі Алстрема (швед. Carl-Henry Alström, роки життя 1907—1993), який описав вперше в одній сім'ї 3-х хворих з однаковими проявами цього синдрому в 1959 році

## Генетичні зрушення і патогенез
Цей генетичний розлад спричинює мутація гена ALMS1, який розташований на хромосомі 2, у положенні 2p13. Мутація генів успадковується як аутосомно-рецесивна ознака, яка не залежить від статі. Це означає, що обидва батьки повинні передати копію гена ALMS1 для того, щоб їхня дитина мала ураження, навіть якщо батьки можуть не мати ознак синдрому. До цих пір не є відомим, як саме дефектний ген спричинює розлад. Відомо, що ген ALMS1 кодує інструкції щодо отримання білка з не до кінця проясненими функціями, але відомо, що він може відігравати роль у формуванні нормального слуху, у регуляції ваги та функціонуванні серця, нирок, печінки, легенів, підшлункової залози та серця. Крім того, цей білок присутній практично у всіх тканинах тіла, що може пояснити, чому так багато систем в організмі страждає при цьому синдромі.

## Клінічні ознаки
Сліпота зазвичай виникає у віці 7 років. Через певний час проявляться первинний гіпогонадизм у чоловіків та підлітковий цукровий діабет 2-го типу. Атиповий пігментний ретиніт, гіпогонадизм з нормальними вторинними статевими характеристиками та кіфосколіоз можуть бути пов'язані. Атиповий пігментний ретиніт чинить дегенерацію сітківки і породжує сліпоту. Метаболічні зрушення включають гіперурікемію та підвищену кількість тригліцеридів у сироватці крові та преβ-ліпопротеїдів. Психічний статус не порушується. Окрім цього у певної частки пацієнтів спостерігають дилатаційну кардіоміопатію, ністагм, гіперінсулінемію / резистентність до інсуліну, стеатоз (відкладання жиру в печінці) та збільшення активності амінотрансфераз, що часто виявляють у дитинстві, що свідчить про наявність гепатиту. Надалі це може прогресувати до цирозу печінки та печінкової недостатності. Ендокринна дисфункція може виникати тоді, коли у пацієнта знижується або підвищується активність щитоподібної залози, зниження рівня гормону росту, підвищення рівня андрогенів у жінок та зниження тестостерону у чоловіків. Повільно прогресуюча ниркова недостатність може виникнути у друге — четверте десятиліття життя.

## Діагностика
Можна виявити синдром у дитинстві, але частіше його лікарі виявляють набагато пізніше, оскільки схильні вважати окремі його симптоми як окремі нозології. На сьогодні його діагностують клінічно, оскільки генетичне тестування є дорогим і обмежено доступним.

### Діагностичні критерії
Вік до 2 років: діагноз вимагає 2-х основних критеріїв або 1 основний + 2 додаткові критерії.
- Основні критерії:

- ALMS1 мутація або позитивний сімейний анамнез.
- Пігментна дегенерація сітківки з ністагмом і світлобоязнью.

- Додаткові критерії:

- Ожиріння.
- Дилатаційна кардіоміопатія із застійною серцевою недостатністю.
- Інші перемінні додаткові критерії: рецидивні легеневі інфекції, нормальні пальці, затримки розвитку стосовно віку.

У віці 3-14 років: 2 основні критерії або 1 основний + 3 додаткові.
- Основні критерії — ті ж, що у попередньому віковому інтервалі.
- Додаткові критерії:

- Ожиріння та / або резистентність до інсуліну та / або діабет 2-го типу.
- Дилатаційна кардіоміопатія із застійною серцевою недостатністю.
- Втрата слуху.
- Печінкова дисфункція.
- Ниркова недостатність.
- Недорозвинення кісток.

Варіабельні підтверджуючі дані: такі, як для віку до 2-х років, а також гіперліпідемія, сколіоз, гіпотиреоз, артеріальна гіпертензія, рецидивна інфекція сечових шляхів, дефіцит гормону росту.
Вік старше 15 років: 2 основні + 2 додаткові критерії або 1 основний + 4 додаткові. До названих для ранніх вікових періодів додаються серед основних критеріїв зміни, які знайдені при проведенні обстеження очей. До додаткових критеріїв додаються чоловічий гіпогонадизм, неправильне менструація та / або гіперандрогенія у жінок, сечостатева дисфункція, алопеція.

### Інструментальне дослідження
Для діагностики змін органів застосовують різні дослідження, такі як комп'ютерна томографія (КТ), магнітно-резонансна томографія (МРТ) або рентгенівські дослідження. Проводять офтальмоскопію.

### Загальнолабораторні дослідження
Для виявлення біохімічних, гормональних змін в крові застосовують відповідні дослідження.

## Лікування
Етіотропного лікування не існує. Усі медичні заходи направлені на полегшення стану, недопущення їхнього поглиблення. Використовують:
- носіння корекційних тонованих окулярів або контактних лінз;
- носіння слухового апарату або імплантація кохлеарного імпланту;
- дієту, яка має зменшити ожиріння та прояви / запобігти розвитку цукрового діабету;
- збільшення фізичної активності, що також дозволяє зменшити ступінь ожиріння, краще контролювати рівень глюкози в крові;
- при нирковій недостатності гемодіаліз або перітонеальний діаліз, трансплантацію нирок;
- при наявності змін хребта (кіфоз, сколіоз) фізіотерапевтичну корекцію або хірургічне ортопедичне втручання.
- для лікування цукрового діабету — протидіабетичні перероальні цукрознижувальні препарати, в першу чергу, метформін, який показаний при ожирінні, меншою мірою метеглініди, тіозолідіндіони, інгібітори дипептіділпептидази IV тощо.
- для корекції гіперліпідемій — статини, препарати нікотинової кислоти, фібрати.
- для лікування застійної кардіоміопатії — бета-блокатори, інгібітори ангіотензинперетворюючого ферменту (АПФ), серцеві глікозиди тощо.

## Соціальна адаптація
Хворим дітям створюють індивідуальні повноцінні умови навчання, особливо, якщо у пацієнта є інтелектуальна недостатність. Допомагають дитині навчатися тим навичкам, щоб дадуть здатність виконувати основні щоденні завдання, такі як харчування, одягання та спілкування з іншими людьми.